# Voleibol do Clubul Sportiv Dinamo București
O Clubul Sportiv Dinamo București, mais conhecido como Dinamo București, é um clube da cidade de Bucareste, Romênia, fundado em 1948.
No voleibol masculino, os seus maiores feitos são: i) três títulos da Champions League, ii) um título da CEV Cup, iii) dezoito da Divizia A1 e iv) dois títulos da Copa da Romênia. 
No voleibol feminino, os seus maiores feitos são: i) vinte e um títulos da Divizia A1 e ii) dois títulos da Copa da Romênia.
O departamento de voleibol do CS Dinamo București iniciou as suas atividades no ano de 1949 a fim de participar do campeonato municipal de Bucareste. Quatro anos depois, a equipe masculina obteve o seu primeiro título do campeonato nacional.
Durante as décadas de 1960, 1970 e 1980, a equipe masculina do clube era uma das mais competitivas do continente europeu. Não obstante, foram três títulos e três vice-campeonatos na CEV Champions League e um título na CEV Cup conquistados durante esse período. Uma das personalidades responsáveis pelos êxitos da equipe dinamovista foi Gheorghe Constantinescu que, depois de conseguir levar a equipe masculina à vanguarda da hierarquia romena, assumiu a equipe de  feminina, com a qual obteve os mesmos resultados excepcionais.

## Títulos masculinos
| CONTINENTAIS | CONTINENTAIS         | CONTINENTAIS | CONTINENTAIS                                                                                               |
|              | Competição           | Títulos      | Temporadas                                                                                                 |
| ------------ | -------------------- | ------------ | --- |
|              | CEV Champions League | 3            | 1966, 1967, 1981                                                                                           |
|              | CEV Cup              | 1            | 1979 |
| NACIONAIS    |                      |              | |
|              | Competição           | Títulos      | Temporadas                                                                                                 |
| Romênia      | Divizia A1           | 18           | 1953, 1958, 1972, 1973, 1974, 1975, 1976, 1977, 1979, 1980, 1981, 1982, 1983, 1984, 1985, 1992, 1994, 1995 |
| Romênia      | Cupa României        | 2            | 2010-11 e 2018-19                                                                                          |

## Equipe masculina atual
Temporada 2019-2020
- Mihai Maries
- Codrin Mocanu
- Razvan Mihalcea
- Alexandru Ionescu
- Ionuț-Emil Manda
- Martin Ivanov
- Maycon Leitte
- Milan Pepić
- Filip Despotovski
- Božidar Ćuk
- José Pedro Gomes
- Raúl Muñoz
- Redjo Koci

O departamento de voleibol feminino do Dinamo București iniciou-se de modo mais tímido se comparado à equipe masculina, sendo formado inicialmente por jogadoras das categorias de base. A equipe foi criada em 1954 devido à influência do sexteto masculino, que conquistou o seu primeiro título no campeonato nacional masculino em 1953. Ano após ano, as dinamovistele, como são chamadas as suas jogadoras, fortaleceram-se e, em 1957, conquistaram o seu primeiro título nacional
Mais tarde, as dinamovistele também contribuíram para a conquista da medalha de bronze da Romênia no Campeonato Europeu de Voleibol Feminino de 1963.
Duas personalidades marcaram o Dinamo Bucureşti e fizeram desta equipe uma das melhores da Romênia. Primeiramente, Gicu Constantinescu, um treinador que não apenas dedicou toda a sua vida à equipe feminina do clube, mas que também conseguiu criar gerações de grandes voleibolistas e, seguidamente, mas não menos importante, Doina Ivănescu, que deu continuidade ao trabalho de Constantinescu.
Nada menos que 21 títulos de campeonatos nacionais foram conquistados durante a sua trajetória, além de dois títulos da Copa da Romênia. 

## Títulos femininos
| NACIONAIS | NACIONAIS     | NACIONAIS | NACIONAIS |
|           | Competição    | Títulos   | Temporadas |
| --------- | ------------- | --------- | --- |
| Romênia   | Divizia A1    | 21        | 1957, 1958, 1960, 1961, 1962, 1963, 1966, 1967, 1969, 1975, 1976, 1977, 1978, 1979, 1980, 1981, 1982, 1983, 1984, 1985 e 1989 |
| Romênia   | Cupa României | 2         | 2009-10 e 2011-12 |

## Equipe feminina atual
Temporada 2019-2020
- Irina Kosinski
- Marina Vujović
- Maja Savić
- Natália Martins
- Nneka Onyejekwe
- Roxana Iancu
- Maja Burazer
- Roxana Denisa Bacșiș
- Alina-Theodora Stan
- Naoko Hashimoto
- Adriana-Maria Matei
- Ariana Pirv
- Claudia-Iulia Bratu
- Lidia-Paula Partnoi
- Maria Dulău
- Mariya Karakasheva

## Jogadoras notáveis
| - Cristina Pirv - Nicole Davis - Nneka Onyejekwe - Mira Golubovic - Vesna Citaković - Anna Miros - Jovana Vesović - Marina Vujović - Milena Rosner - Olga Tocko Attivi | - Elena Koleva Nenkovska - Naoko Hashimoto - Daniela Mincă - Alina Albu-Ilie - Natália Martins - Regan Hood - Luminita Trombitas - Mariya Karakasheva - Mirela Corjeutanu - Roxana Denisa Bacșiș | - Aleksandra Crncević - Alida Marcovici - Tsvetelina Zarkova - Diana-Ioana Calota - Yael Castiglione - Nicoleta Manu - Ilijana Dugandzić - Iuliana-Roxana Nucu |

- Campeonato Romeno de Voleibol Masculino - Divisão A1
- Campeonato Romeno de Voleibol Feminino - Divisão A1
- Copa da Romênia de Voleibol Masculino
- Copa da Romênia de Voleibol Feminino
- Supercopa Romena de Voleibol
- Seleção Romena de Voleibol Masculino
- Seleção Romena de Voleibol Feminino